# Luzarida grandis
Luzarida grandis är en insektsart som beskrevs av Desutter-grandcolas 1992. Luzarida grandis ingår i släktet Luzarida och familjen syrsor. Inga underarter finns listade i Catalogue of Life.